# Orange (Vaucluse)
Orange (en occitano: Aurenja) es una localidad y comuna francesa situada en el departamento de Vaucluse, en la región de Provenza-Alpes-Costa Azul, Francia. Llamada "Cité des Princes" (ciudad de los príncipes), fue capital del Principado de Orange. En 2007 su población alcanzaba los 30 025 habitantes, a los que se conoce como "Orangeois". Su economía proviene de varios sectores: la viticultura (con denominaciones de origen controladas), la industria (Fábrica Saint-Gobain), los servicios y comercios y el ejército. Queda a unos 21 km al norte de Aviñón. Su superficie alcanza las 7420 hectáreas y tiene una altitud media de 50 m s. n. m.

## Geografía
Orange está situada en la margen izquierda del río Ródano, al noroeste del departamento de Vaucluse. Queda a unos 21 km al norte de Aviñón a unos 600 km al sureste de París y 100 km al noroeste de Marsella. Orange es « Villes et villages fleuris » de 1º nivel (una flor).

### Comunas vecinas
| Noroeste: Piolenc           | Norte: Uchaux            | Nordeste: Sérignan-du-Comtat                    |
| Oeste: Caderousse           |                          | Este: Camaret-sur-Aigues, Jonquières (Vaucluse) |
| Suroeste: Montfaucon (Gard) | Sur: Châteauneuf-du-Pape | Sureste: Courthézon                             |

## Clima de Orange[7]
| Parámetros climáticos promedio de Orange (France) | Parámetros climáticos promedio de Orange (France) | Parámetros climáticos promedio de Orange (France) | Parámetros climáticos promedio de Orange (France) | Parámetros climáticos promedio de Orange (France) | Parámetros climáticos promedio de Orange (France) | Parámetros climáticos promedio de Orange (France) | Parámetros climáticos promedio de Orange (France) | Parámetros climáticos promedio de Orange (France) | Parámetros climáticos promedio de Orange (France) | Parámetros climáticos promedio de Orange (France) | Parámetros climáticos promedio de Orange (France) | Parámetros climáticos promedio de Orange (France) | Parámetros climáticos promedio de Orange (France) |
| Mes                                               | Ene.                                              | Feb.                                              | Mar.                                              | Abr.                                              | May.                                              | Jun.                                              | Jul.                                              | Ago.                                              | Sep.                                              | Oct.                                              | Nov.                                              | Dic.                                              | Anual                                             |
| ------------------------------------------------- | ------------------------------------------------- | ------------------------------------------------- | ------------------------------------------------- | ------------------------------------------------- | ------------------------------------------------- | ------------------------------------------------- | ------------------------------------------------- | ------------------------------------------------- | ------------------------------------------------- | ------------------------------------------------- | ------------------------------------------------- | ------------------------------------------------- | ------------------------------------------------- |
| Temp. máx. abs. (°C)                              | 20.5                                              | 23                                                | 27.2                                              | 31.2                                              | 34.5                                              | 40.5                                              | 41.4                                              | 42.6                                              | 35.8                                              | 30.9                                              | 24.6                                              | 20.2                                              | 42.6                                              |
| Temp. máx. media (°C)                             | 9.8                                               | 11.7                                              | 15.2                                              | 17.7                                              | 22.5                                              | 26.3                                              | 30                                                | 29.5                                              | 25                                                | 19.4                                              | 13.3                                              | 10.3                                              | 19.3                                              |
| Temp. media (°C)                                  | 5.8                                               | 7.2                                               | 10.1                                              | 12.5                                              | 16.9                                              | 20.5                                              | 23.8                                              | 23.4                                              | 19.5                                              | 14.7                                              | 9.3                                               | 6.5                                               | 14.2                                              |
| Temp. mín. media (°C)                             | 1.7                                               | 2.7                                               | 5                                                 | 7.3                                               | 11.3                                              | 14.7                                              | 17.5                                              | 17.1                                              | 13.9                                              | 9.9                                               | 5.2                                               | 2.7                                               | 9.1                                               |
| Temp. mín. abs. (°C)                              | -14                                               | -14.5                                             | -9.7                                              | -2.9                                              | 1.3                                               | 5.7                                               | 9.5                                               | 8.3                                               | 3.1                                               | -1.6                                              | -5.8                                              | -18                                               | -18                                               |
| Precipitación total (mm)                          | 55.4                                              | 53.2                                              | 56                                                | 69.5                                              | 70.5                                              | 44.4                                              | 36.1                                              | 49.4                                              | 79.1                                              | 106.8                                             | 64.1                                              | 51.1                                              | 735.6                                             |
| Horas de sol                                      | 142.1                                             | 160.1                                             | 196.2                                             | 242                                               | 262.3                                             | 317                                               | 353.8                                             | 318.4                                             | 258.7                                             | 194.7                                             | 151.6                                             | 135.1                                             | 2684.5                                            |
| [cita requerida]                                  |                                                   |                                                   |                                                   |                                                   |                                                   |                                                   |                                                   |                                                   |                                                   |                                                   |                                                   |                                                   |                                                   |

## Historia
Orange fue fundada en 35 a. C. por los veteranos de la segunda legión gálica como Arausio (por el dios de las aguas local celta), en el territorio de la tribu gala de los Tricastini. Su nombre completo era Colonia Julia Firma Secundanorum Arausio, esto es, «la colonia juliana de Arausio establecida por los soldados de la segunda legión». El nombre en origen no tenía ninguna relación con la naranja, fruta (sánscrito nāraṅgaḥ), pero más tarde se confundió con ella. Un previo asentamiento celta con ese nombre existía en el mismo lugar y una gran batalla, que generalmente se conoce como la batalla de Arausio, se celebró en el año 105 a. C. entre dos ejércitos romanos y las tribus de cimbrios y teutones. Arausio se extendía por una zona de unos 690 000 m² y estaba bien dotada de monumentos civiles, pues además del teatro y el arco, tenía un complejo de templos monumentales y un foro. Era la capital de una amplia región en el norte de la Provenza que se parceló en lotes para los colonos romanos.
La ciudad prosperó, aunque fue saqueada por los visigodos en el año 412. Se convirtió en obispado en el siglo IV, y el castro de los Cavares celtas fue rebautizada por san Eutropio, el primer obispo de Saintes. La Orange cristiana albergó dos sínodos, en 441 y 529. El segundo de los Concilios de Orange tuvo gran importancia a la hora de condenar la herejía pelagiana. La diócesis de Orange perduró hasta la Revolución francesa, y fue formalmente suprimida en el año 1801. Los condes de Orange carolingios soberanos tuvieron su origen en el siglo VIII, y pasaron a la familia de los señores de Baux. Los condes de Baux de Orange se convirtieron en plenamente independientes con la ruptura del Reino de Arlés después de 1033. Desde el siglo XII, Orange fue elevado como un principado menor, el Principado de Orange, como un feudo del Sacro Imperio Romano.

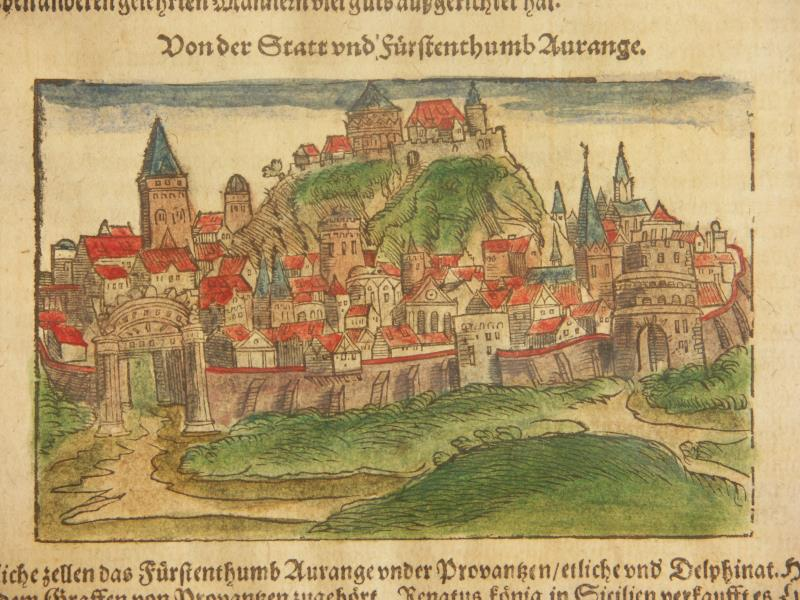
Vista de la ciudad hacia los siglos o

Cuando Guillermo I el Taciturno, conde de Nassau, con propiedades en los Países Bajos, heredó el título de príncipe de Orange en 1544, el principado fue incorporado a las posesiones de lo que se convertiría en la Casa de Orange-Nassau. La ciudad pasó al lado de los hugonotes durante las guerras de religión, en las cuales quedó muy dañada siendo ocupada por los católicos en 1562 y 1571-1572. En 1568 la guerra de los ochenta años comenzó con Guillermo como estatúder liderando la independencia de los Países Bajos respecto a España. Guillermo el Taciturno fue asesinado en Delft en 1584. Fue su hijo, Mauricio de Nassau (Príncipe de Orange después de que su hermano mayor muriera en 1618), con la ayuda de Johan van Oldenbarnevelt, quien apuntaló la independencia de la República Neerlandesa. Las Provincias Unidas sobrevivieron para convertirse en los Países Bajos, que es aún regida por la Casa de Orange-Nassau. Guillermo, príncipe de Orange, gobernó en Inglaterra como Guillermo III de Inglaterra. Orange dio su nombre a otras partes del mundo con influencias neerlandesas, como el Estado Libre de Orange en Sudáfrica.
La ciudad siguió formando parte de las propiedades dispersas de los Nassau hasta que fue tomada por las fuerzas de Luis XIV en 1673 durante la guerra franco-neerlandesa, de nuevo capturada en agosto de 1682, en 1690 y 1697. Siendo finalmente cedida a Francia en 1713 (que ya la ocupaba desde 1702) por el Tratado de Utrecht, que acabó las guerras de Luis XIV. Después de la Revolución francesa de 1789, Orange fue absorbida por el departamento francés de Drôme, luego Bocas del Ródano, después finalmente Vaucluse. No obstante, su título permaneció con los príncipes neerlandeses de Orange.
Orange atrajo la atención internacional en los años 1990, cuando eligió a un miembro del partido de extrema derecha Front National como alcalde. Actualmente lo gobierna Jacques Bompard, un miembro del conservador Movimiento por Francia.

## Demografía
Orange es la segunda ciudad más poblada de Vaucluse, tras Aviñón.
| 7 000 | 7 270 | 7 440 | 8 307 | 8 633 | 8 874 | 9 231 | 9 824 | 10 621 | 10 007 | 10 622 | 10 064 | 10 212 | 10 301 | 10 280 | 9 859 | 9 980 | 10 096 | 10 303 | 11 087 | 10 766 | 10 799 | 11 956 | 12 946 | 13 978 | 17 478 | 19 912 | 24 562 | 25 371 | 26 499 | 26 964 | 27 989 | 29 527 |
| Para los censos de 1962 a 1999 la población legal corresponde a la población sin duplicidades (Fuente: INSEE [Consultar]) |       |       |       |       |       |       |       |        |        |        |        |        |        |        |       |       |        |        |        |        |        |        |        |        |        |        |        |        |        |        |        |        |

## Cultura
En 1869, el teatro romano fue restaurado y ha sido el sitio de un festival de música. El festival, dado el nombre de Chorégies d'Orange en 1902, se ha celebrado anualmente desde entonces, y ahora es famoso como un festival internacional de ópera.
En 1971, las "Nuevas Chorégies" se iniciaron y se convirtieron en un éxito internacional nocturno. Muchos cantantes de ópera internacionales han actuado en el teatro, como Barbara Hendricks, Plácido Domingo, Montserrat Caballé, Roberto Alagna, René Pape y Inva Mula. Óperas como Tosca, Aida, Faust y Carmen se han presentado aquí, muchas de ellas con una puesta en escena suntuosa y que también han sido aclamadas.
El teatro romano es uno de los tres sitios del patrimonio en el que se conserva la muralla romana.

## Monumentos

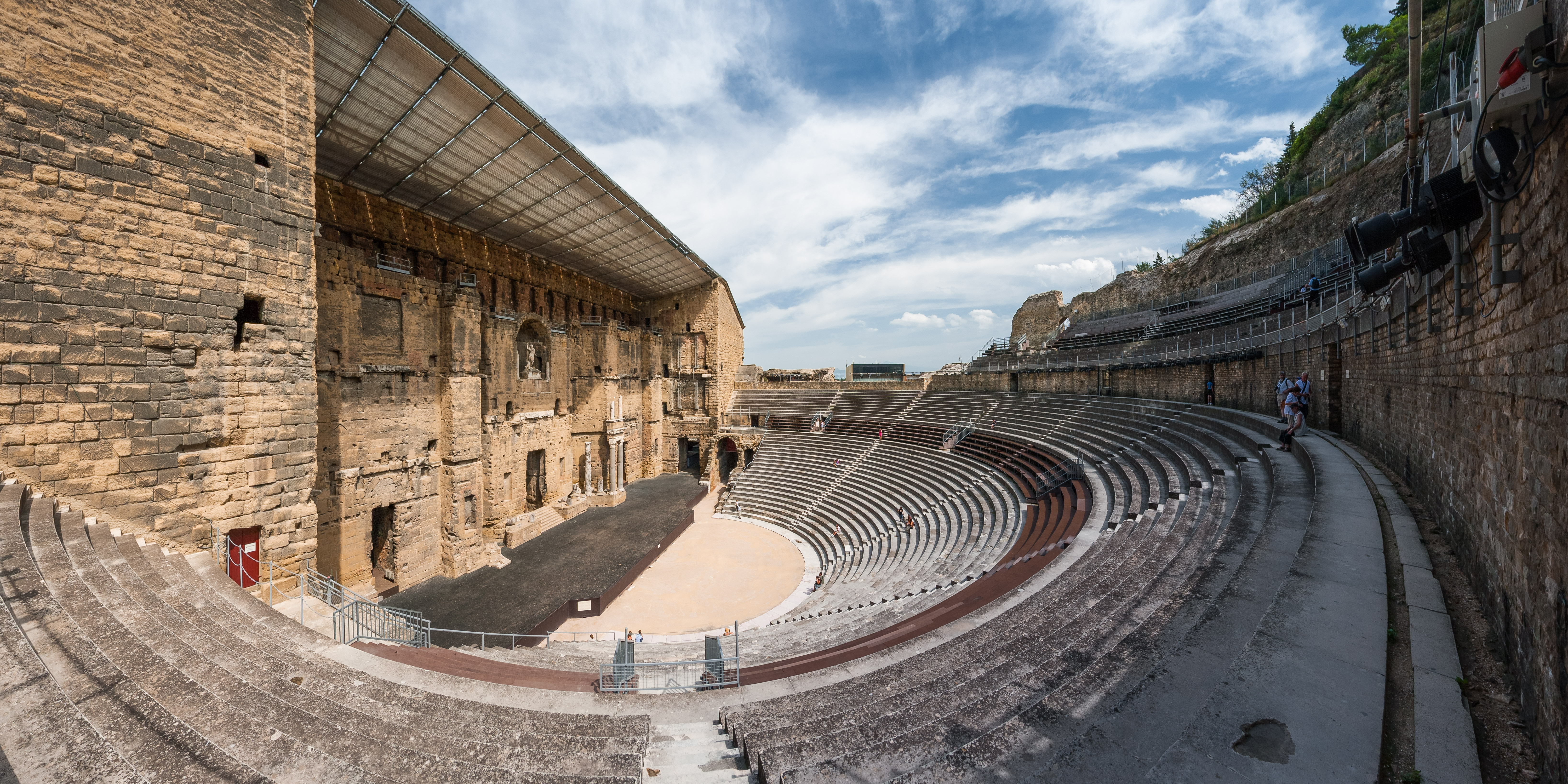
Teatro romano de Orange

La ciudad es conocida por su arquitectura romana y el teatro romano de Orange, construido sobre los contrafuertes de la colina de Saint-Eutrope. Este teatro romano fue restaurado en 1869 y desde entonces ha sido la sede de un festival de música. El festival, al que se dio el nombre de Chorégies d'Orange en 1902 se ha celebrado desde entonces anualmente, y es actualmente famoso como un festival de ópera internacional. En 1971 comenzaron las Nuevas Chorégies y se convirtieron en un éxito internacional de la noche a la mañana. Muchas estrellas de la ópera han actuado en el teatro, entre ellas, Barbara Hendricks, Plácido Domingo o Montserrat Caballé. Se han representado grandes óperas como Tosca, Aída o Carmen, todas con espectaculares ambientaciones.
También destaca el Arco del Triunfo, del que se suele decir que data de la época de Augusto o Tiberio, pero es probablemente muy posterior, quizá de la época severa. El arco, el teatro y sus alrededores fueron incluidos en el año 1981 por la Unesco en la lista de lugares Patrimonio de la Humanidad.
Una ciudadela ocupaba la colina Saint-Eutrope antes de ser desmantelada en 1672 por Luis XIV. En su lugar se encuentra actualmente el jardín de la ciudad.
El Musée muestra el más grande (7,56 m de ancho, 5,90 m de alto) mapas romanos catastrales nunca recuperados, grabados en mármol. Cubren la zona entre Orange, Nimes y Montélimar.

## Ciudades hermanadas
- Villas asociadas a Orange:
  - Breda (Países Bajos)
  - Diest (Bélgica)
  - Dillenburg (Alemania)
- Orange también está hermanada con:
  - Biblos (Líbano, desde 2004)
  - Jarosław (Polonia, desde 2000)
  - Kielce (Polonia, desde 1992)
  - Rastatt (Alemania, desde 1965)
  - Spoleto (Italia, desde 1981)
  - Vélez-Rubio (España, desde 2004)
  - Vyškov (República Checa, desde 1964)
  - Weifang (China, desde 2004)